# Friedrich Reinhold Kreutzwald
Friedrich Reinhold Kreutzwald (Kadrina mellett, Oroszország, 1803. december 26. – Gyerpt, Oroszország, 1882. augusztus 25.) észt költő, író, folklorista, műfordító, a Magyar Tudományos Akadémia külső tagja. Az észt nemzeti eposz, a Kalevipoeg szerzője és összeállítója, az észt romantikus irodalom kiemelkedő alakja.

## Életútja
Apja a dél-észtországi Jõepere-uradalom jobbágya volt, a család 1815-ös felszabadulásakor, cselédsorba kerülve vette fel a Kreutzwald nevet. Rakverében és Revelben Tallinn) végezte tanulmányait, melyek végeztével 1823-ban tanári vizsgát tett. Előbb Revelben helyezkedett el elemi iskolai tanárként, majd 1824–1825-ben Szentpéterváron volt házitanító. 1826 és 1833 között a gyerpti (dorpati) egyetemen folytatott orvosi tanulmányokat, ezt követően 1877-ig Viruban Võru) folytatott orvosi praxist. Nyugalomba vonulása után Gyerptbe (Dorpatba) költözött, és itt élt haláláig.

## Munkássága
Egyetemi évei alatt születtek első prózai alkotásai, többnyire népies modorban írt népnevelő célzatú elbeszélések. A népköltészetet tartotta a nemzeti irodalmat és az irodalmi nyelvet megújító elsődleges forrásnak, ezért már az 1830-as évektől folyamatosan gyűjtötte az észt népköltészeti alkotásokat. Ekkor jelentek meg első néprajzi és folklorisztikai publikációi is az észt népköltészetről, néphitről és népszokásokról. Költészete a romantika szellemében fogant, 1865-ben megjelent verseskötete (A virui dalnok dala) az észt romantikus líra mérföldkövének számított. Több más, népköltészeti alkotásokon alapuló átdolgozása – például 1860-ban megjelent, Észt népmesei történetek című mesegyűjteménye – szintén nagy hatást gyakorolt az észt próza fejlődésére. Egyebek mellett Goethe, Schiller és Heine műveit ültette át észt nyelvre.

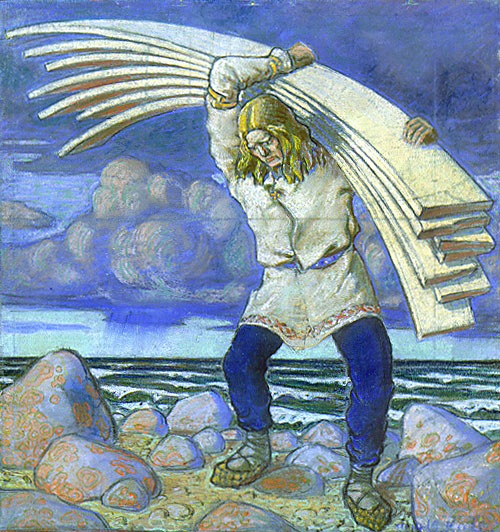
Kalevipoeg, az óriás
(Oskar Kallis festménye, 1914)

Friedrich Robert Faehlmann észt filológus, később pedig az Észt Tudós Társaság és Georg Julius von Schultz német folklorista ösztönzésére fogott az észt népi epikai és lírai alkotások gyűjtésébe. Az észt mondák óriásáról, Kalevipoegről addig általa és mások által összegyűjtött népi szövegekből az 1840-es években látott hozzá a nemzeti eposz egybeszerkesztéséhez. A munka azonban lassan haladt, tekintettel a felhasznált monda- és népmeseszövegek száraz prózai stílusára. Végül az Elias Lönnrot által versbe szedett Kalevala példáján az 1850-es években fogott hozzá a szöveg verses formába öntéséhez. Az észt népköltészet verselési formáit (ún. kalevalai versmérték, alliterálás stb.) híven visszaadva, a töredékes, nem összefüggő szövegrészeket saját énekrészleteivel kiegészítve 1853-ra készült el a Kalevipoeg első, tizenkét énekből álló változatával. A cenzúra ekkor kifogásolt egyes – például az észtek szabadságszeretetéről szóló – részeket, minthogy azonban Kreutzwald ragaszkodott a teljes kiadáshoz, a mű megjelenése meghiúsult. Kreutzwald így hát tovább dolgozott a Kalevipoegen, és a végleges, húsz énekből és 19 087 sorból álló eposz 1855-re készült el. A német fordítás befejezését követően, 1857 és 1861 között jelenhetett meg a teljes mű – a cenzúrát kikerülve tudományos műként – a finnországi Kuopióban.
1836 és 1850 között munkatársa volt a Tartuban megjelenő, Das Inland című folyóiratnak, emellett közel három évtizeden keresztül (1845–1862, 1865–1874) szerkesztette a Ma-rahva Kassuline Kalender ehk Tähtramat (’A Vidék Népének Hasznos Naptára, avagy Csillagkönyv') című kalendáriumot.

## Társasági tagságai és elismerései
1839-től tagja volt az Észt Tudós Társaságnak (Õpetatud Eesti Selts), 1841-ben javaslatára alakult meg a társaságon belül a helyesírási bizottság. 1847-ben az Észt Irodalmi Egyesület (Eestimaa Kirjanduse Ühing) levelező tagjává választották, 1866-tól pártoló tagja volt az észt nyelvű színháznak, a Vanemuine Társulatnak, 1872-ben pedig az Észt Írók Társaságának (Eesti Kirjameeste Selts) tiszteletbeli elnöke lett. 1855-ben a Finn Irodalmi Társaság (Suomalaisen Kirjallisuuden Seura) levelező, 1871-ben a Magyar Tudományos Akadémia külső tagjává választották.

## Főbb művei

### Ismeretterjesztő és tudományos művei
- Wagga Jenowewa ajalik elloaeg [Szent Genovéva halandó élete] Tartu, 1842
- Risti-söitjad [Keresztes háborúk] Tartu, 1851
- Dr. Friedrich Robert Fählmann’s Leben. Dorpat, 1852
- Lühhikenne öppetus terwisse hoidmissest [Rövid tanács az egészség megőrzéséhez] Tartu, 1854
- Mythische und magische Lieder der Ehsten. St. Petersburg, 1854 (Heinrich Neusszal)
- Ueber die Monatsnamen der Ehsten. St. Petersburg, 1857
- Estnische Märchen. Halle, 1869
- Lühikene seletus Kalevipoja laulude sisust [A Kalevipoeg-énekek rövid magyarázata] Tartu, 1869

### Szépirodalmi művei
- Wiina katk [Vodkaláz] Tartu, 1840
- Sippelgas [A hangya] Tartu, 1843
- Uue aasta sowimine [Az újévi kívánság] Tartu, 1843
- Reinowadder Rebbane [Reinovader, a róka] Tartu, 1850 (Állatmesék)
- Söda: Wiru wana lauliku kenam Kandle-lugu [Háború: A virui öreg dalnok szépséges kanneléneke] Tartu, 1854
- Kilplased [Együgyűek] 1857 (Elbeszélések)
- Kalewipoeg, eine Estnische Sage. Kuopio, 1857–1861
Magyarul: Kalevipoeg: Észt nemzeti eposz. Ford. Bán Aladár. Budapest: Európa, 1960. / Kalevipoeg: Észt hősének. Ford. Rab Zsuzsa. Budapest: Európa, 1985
- Tuisulased [Könnyelműek] 1858 (Elbeszélések)
- Eesti-rahwa ennemuistsed jutud [Észt népmesei történetek] Tallinn, 1860 (Mesék)
- Viru lauliku laulud [A virui dalnok dala] Tartu, 1865 (Versek)
- Tuletorn [A világítótorony] Tartu, 1871 (Dráma)

## Magyarul
- Kalevipoeg. Észt nemzeti eposz; ford. Bán Aladár, bev. Ortutay Gyula, utószó, jegyz. Képes Géza; Európa, Bp., 1960
- Kalevipoeg. Észt nemzeti eposz; közread. Friedrich Reinhold Kreutzwald, nyersford. Bereczki Gábor, Kiisk Mai, ford., bev., utószó, jegyz. Árpás Károly; Hungarovox, Bp., 2012